# ヨハン・フリードリヒ・グメリン

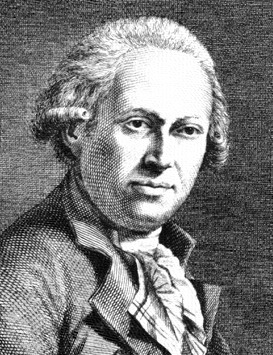
ヨハン・フリードリヒ・グメリン

ヨハン・フリードリヒ・グメリン（Johann Friedrich Gmelin、1748年8月8日 - 1804年11月1日）は、ドイツの医師、博物学者、植物学者、昆虫学者、爬虫両棲類学者、軟体動物学者である。

## 教育
グメリンは、1748年にテュービンゲンの町で植物学者で化学者のフィリップ・フリードリヒ・グメリンの長男として生まれた。エバーハルト・カール大学テュービンゲン（テュービンゲン大学）の父の下で医学を学び、1768年にIrritabilitatem vegetabilium, in singulis plantarum partibus exploratam ulterioribusque experimentis confirmatam.というタイトルの論文を書き、医学博士となった。

## 研究
1769年、グメリンはテュービンゲン大学医学部の員外教授となった。1773年にはゲオルク・アウグスト大学ゲッティンゲンの哲学部の教授、医学部の員外教授となった。1778年からは、医学部の正教授となり、化学、植物学、鉱物学も担当するようになった。グメリンは、1804年にゲッティンゲンで死去した。
グメリンは、化学、薬学、鉱物学、植物学の分野で数冊の教科書を出版している。1788年には、カール・フォン・リンネの『自然の体系』(Systema Naturae)の第13版も著した。

## その他
ヨモギ属の植物の学名Artemisia gmeliniiは、彼にちなんで名付けられた。
指導した生徒には、ゲオルク・フリードリヒ・ヒルデブラント、フリードリヒ・シュトロマイヤーらがいる。また、レオポルト・グメリンは息子である。
1789年にアメリカカワカマス(American pickerel)を発見したほか、爬虫両生類学の分野では、両生類と爬虫類の多くの新種を記述した。

## 出版
- Gmelin, Johann Friedrich; Ferdinand Christoph Oetinger (1768). Irritabilitatem vegetabilium, in singulis plantarum partibus exploraam ulterioribusque experimentis confirmatam. Thesis Tubingen. OCLC 10717434
- Allgemeine Geschichte der Gifte, Two Volumes, 1776/1777
- Allgemeine Geschichte der Pflanzengifte, 1777
- Allgemeine Geschichte der mineralischen Gifte, 1777
- Einleitung in die Chemie, 1780
- Beytrage zur Geschichte des teutschen Bergbaus, 1783
- Ueber die neuere Entdeckungen in der Lehre von der Luft, und deren Anwendung auf Arzneikunst, 1784
- Grundsatze der technischen Chemie, 1786
- Grundris der Pharmazie, 1792
- Geschichte der Chemie, 1799
- Allgemeine Geschichte der thierischen und mineralischen Gifte, 1806